# Zeche Wohlverwahrt
Die Zeche Wohlverwahrt war ein Steinkohlen-Bergwerk in Horst an der Ruhr, einem Stadtteil von Essen.

## Geschichte
Eine erste Verleihung der Rechte des Kohlenfeldes erfolgte am 6. August 1791. Nach Stollenvortrieb und Kohlenabbau ruhte der Betrieb zwischen Mai 1821 und 1. Mai 1831. Im Jahre 1842 betrug die Fördermenge der Zeche Wohlverwahrt etwa 8.000 Tonnen. Sie hatte einen tonnlägigen Schacht. 1850 wurde der Betrieb erneut eingestellt. 1857 war dann die Verleihung des Geviertfeldes Wohlverwahrt. Am 18. Januar 1858 gab es eine Konsolidierung zur Zeche Vereinigte Wohlverwart. Dazu gehörte auch die Zeche Eiberg, nach deren Stilllegung 1914 die Berechtsame wieder frei war.
Der Essener Unternehmer Wilhelm Vogelsang (1877–1939) erwarb die Zeche 1910. In diesem Jahr wurde das heute noch erhaltene lange Zechengebäude errichtet. Die Förderung 1918/1919 über dem neu angelegten Schacht aufzunehmen scheiterte zunächst am Wasserzufluss. 1920 betrug die gerade wieder aufgenommene Förderung etwa 10.000 Tonnen bei etwa 65 Beschäftigten. 1921 fielen große Teile einem Ruhrhochwasser zum Opfer, bevor am 1. März 1923 der Förderbetrieb eingestellt wurde. Nach völliger Stilllegung am 30. Juni 1925 ruhte der Betrieb bis 1937.
Nach dem Tode Wilhelm Vogelsangs 1939 wurde die Zeche von seiner Witwe Antonie Vogelsang geb. Weltmann zusammen mit dem Sohn Wilhelm Vogelsang II. (1917–1995) weitergeführt. Ein seigerer Schacht mit einer Teufe von 86 Metern und einem Durchmesser von 3,8 Metern wurde 1939 niedergebracht. 1940 belief sich die Förderung auf 41.000 Tonnen bei 164 Beschäftigten. 1942 ereignete sich ein schwerer Wassereinbruch aus alten Grubenbauen. Im Jahre 1943 erreichte man die größte Fördermenge auf Wohlverwahrt II mit knapp 70.000 Tonnen bei 243 Beschäftigten. Sie besaß fünf Sohlen. 1955 erreichte die Fördermenge nochmal einen zweiten Höchststand von knapp 65.000 Tonnen bei 237 Bergleuten.
Auf der Zeche fuhren am 20. März 1962 die letzten etwa 100 Bergleute ein, bevor wegen drohenden Wassereinbruchs drei Tage später die Förderung eingestellt wurde. Am 30. September 1962 wurde die Zeche Wohlverwahrt endgültig stillgelegt.

## Zustand heute
Heute ist noch die Halle erhalten, die alle Funktionen wie Schachthalle, Förderung, Wäsche, Brikettherstellung, Schmiede und Kaue in sich vereinigt hatte. Eine private Firma, die Kanu- und Raftingtouren veranstaltet, hat heute hier ihren Sitz. Das Gebäude steht seit 1989 unter Denkmalschutz und gehört zur Themenroute 12 der Route der Industriekultur.